# Велятичская волость
Велятичская волость — волость в Российской империи (на территории современной Белоруссии), существовавшая после Второго раздела Речи Посполитой (примерно со второй половины XIX века) до 1924 года, когда она была разделена на 5 сельсоветов: Мётченский, Оздятичский, Велятичский сельсоветы Борисовского района, Выдрицкий и частично Начский сельсоветы Крупского района.
В настоящее время историческая территория волости также включает деревню Манча на территории Дмитровичского сельсовета Березинского района.

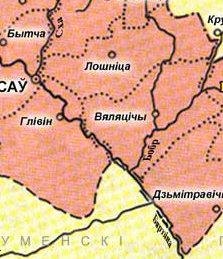
Границы Велятичской волости в XIX веке

Велятичский сельсовет включает следующие населённые пункты, которые входили в состав Велятичской волости (первое письменное упоминание; состояние по переписи 1897 года):
- Березовка (Бярозаўка) — (1795; —).
- Боровые (Баравыя) — известна с 1920-х.
- Велятичи (Вяляцічы) — (1562; 225 дворов, 1889 жителей).
- Дубник (Дубнік) — известна с 1920-х.
- Дубовые (Дубовыя) — известна с 1920-х.
- Забродье (Заброддзе) — (1800; 19 дворов, 160 жителей).
- Зоричи (Зорычы) — (старое название — Сморки; 1800 село; село, 144 двора, 1104 жителя).
- Каменка (Каменка) — (1885 застенок; —)
- Красная Гора (Чырвоная гара) — известна с 1920-х.
- Новосады (Навасады) — известна с 1920-х.
- Осиновка (Асінаўка) — известна с 1920-х.
- Праборное (Прабарнае) — известна с 1920-х.
- Рябиновка (Рабінаўка) — известна с 1920-х.
- Яблонка (Ябланка) — (1800 застенок; деревня, 16 дворов, 134 жителя и застенок 2 двора, 20 жителей).

Мётченский сельсовет включает 22 населённых пункта, которые частично входили в состав Велятичской волости (первое письменное упоминание; состояние по переписи 1897 года):
- Антоневичи (Антаневічы) — (1858; деревня, 20 дворов, 150 жителей).
- Аскерки (Аскеркі) — (1800; казённый фольварк, 3 двора, 46 жителей).
- Беги (Бягі)— (1800; 11 дворов, 66 жителей).
- Берня (Берня)— (1816; в 1897 называлась Бердня, деревня, 10 дворов, 74 жителя).
- Борки (Боркі) — (1847 застенок; 14 дворов, 106 жителей).
- Дроздино (Дроздзіна) — (1800; 73 двора, 511 жителей).
- Завалы (Завалы) — (1870; деревня, 8 дворов, 80 жителей и хутор 8 дворов,53 жителя и хутор 4 двора, 39 жителей).
- Зелёная Дубрава (Зялёная Дубрава) — (1800; 14 дворов, 110 жителей).
- Корма (Карма) — (1870; 22 двора, 176 жителей).
- Леоново (Леванова)— (1885 фольварк; фольварк, 54 жителя).
- Новая Мётча (Новая мётча)— (в XIX веке д. Мётча, известная с 1641, разделилась на две; 43 двора, 307 жителей).
- Падневки (Паднеўкі)— (1857; деревня, 16 дворов, 127 жителей).
- Селище (Селішча)— (1641; 51 двор, 378 жителей и ферма 1 двор, 14 жителей).
- Старая Мётча (Старая Мётча)— (1641; 49 дворов, 383 жителя).
- Унтальянка (Унтальянка) — (1870; 22 двора, 175 жителей).
- Чёрный Осов (Чорны Восаў)— (1800 застенок; 7 дворов, 80 жителей).
- Шобики (Шобікі) — (в 1885 застенок; хутор, 4 двора, 32 жителя).

Следующие населенные пункты не входили в состав Велятичской волости: Большая Ухолода и Малая Ухолода (Гливинская волость), Добрицкое и Ярцевка (Лошницкая волость). Про Хутор Осов — нет данных.
Оздятичский сельсовет (упраздненный в 2013 году, и включенный в состав Мётченского сельсовета) включал 10 населённых пунктов, которые входили в состав Велятичской волости (первое письменное упоминание; состояние по переписи 1897 года):
- Заберье (Забер’е) — (1897; хутор, 2 двора, 14 жителей).
- Каменка (Каменка) — (в 1908 поселок, 4 двора, 37 жителей).
- Клыпенка (Клыпенка) — (1816; деревня, 30 дворов, 202 жителя и хутор 1 двор, 8 жителей).
- Колки (Колкі) — (1885 застенок; хутор, 14 дворов, 102 жителя).
- Лавница (Лаўніца) — (1800; деревня, 45 дворов, 338 жителей).
- Маталыга (Маталыга) — (1878; —)
- Мулище (Мулішча)— (1897; хутор 7 дворов, 60 жителей).
- Оздятичи (Аздзяцічы) (1800 село (однако ранние арх.находки); 78 дворов, 777 жителей; село, 209 дворов, 1522 жителя).
- Черневка (Чэрнеўка) — (1854; 63 двора, 420 жителей).

Про деревню Студенка (Студзёнка)— нет данных.
Упраздненный в 2009 году (включен в состав Ухвальского сельсовета) Выдрицкий сельсовет Крупского района включал 4 населённых пункта, из которых 3 входили в состав Велятичской волости (первое письменное упоминание; состояние по переписи 1897 года):
- Большое Городно (Вялікае Горадна)— (1517; 46 дворов, 582 жителя и два хутора, 26 жителей).
- Выдрица (Выдрыца)— (1670 село; село, 63 двора, 679 жителей).
- Малое Городно (Малое Горадна) — (1670; 21 двор, 267 жителей).
- Прудок (Прудок) — известна с 1920-х.

Начский сельсовет Крупского района включает 11 населённых пунктов, из которых 3 входили в состав Велятичской волости (первое письменное упоминание; состояние по переписи 1897 года):
- Заполье (Заполье)— (1800; 20 дворов, 167 жителей).
- Колос (Колас)— (1670; в 1897 назывался Каўпыніца, 31 двор, 240 жителей).
- Приямино (Прыяміна) — (1870; 21 двор, 179 жителей).

В 1965 году деревня Манча была передана из Оздятичского сельсовета Борисовского района в Дмитровичский сельсовет Березинского района:
- Манча (1897; хутор 22 двора, 165 жителей)[1][2].